# Santa Maria (singel Kenshiego Yonezu)
„Santa Maria” (jap. サンタマリア) – pierwszy singel japońskiego piosenkarza Kenshiego Yonezu, wydany w Japonii 29 maja 2013 roku przez Universal Sigma.
Singel został wydany w dwóch edycjach: regularnej (CD) i limitowanej (CD+DVD). Zadebiutował na 12. pozycji tygodniowej listy Oricon Singles Chart i pozostał na niej przez 11 tygodni. Sprzedał się w nakładzie 17 698 egzemplarzy fizycznych.

## Lista utworów
Wszystkie utwory zostały napisane, skomponowane i zaaranżowane przez Kenshiego Yonezu.
| CD | CD                                            | CD      |
| Nr | Tytuł utworu                                  | Długość |
| -- | --------------------------------------------- | ------- |
| 1. | „Santa Maria” (jap. サンタマリア)             | 5:37    |
| 2. | „Hyakkiyakō” (jap. 百鬼夜行)                  | 4:39    |
| 3. | „Fuefukedomo odorazu” (jap. 笛吹けども踊らず) | 3:07    |

| DVD (wer. limitowana) | DVD (wer. limitowana)                                       | DVD (wer. limitowana) |
| Nr                    | Tytuł utworu                                                | Długość               |
| --------------------- | ----------------------------------------------------------- | --------------------- |
| 1.                    | „Santa Maria” (jap. サンタマリア) (Music Video)             |                       |
| 2.                    | „Santa Maria” (jap. サンタマリア) (Mekuru ehon Music Video) |                       |

## Notowania
| Lista                       | Pozycja |
| --------------------------- | ------- |
| Oricon Weekly Singles Chart | 12      |
| Billboard Japan Hot 100     | 26      |